# Hugo Günther
Hugo Günther (nacido en los años 1920 en Suiza) ha sido un jugador de balonmano en las modalidades de a once jugadores y a siete, disputando los Campeonatos de España de balonmano a once y la División de Honor.
Formado en Suiza, implicado en la defensa obrera, debutó en Cataluña con el UA Sant Gervasi y tras su paso por el FC Junior acabó en las filas del BM Granollers, donde sería partícipe de la primera etapa gloriosa del club vallesano consolidando la entidad como el estandarte del balonmano español.
Fue un jugador polivalente, cubriendo las posiciones de medio, defensa, extremo e incluso en alguna ocasión llegó a jugar de portero. Destacó por su audacia y empuje con los que contagiaba a sus compañeros.

## Trayectoria
- UA Sant Gervasi
- FC Junior
- BM Granollers

## Palmarés clubes
- Balonmano a 11
  - 3 Campeonato de España de balonmano a once: 1952-53, 1955-56 y 1958-59
  - 2 Campeonato de Cataluña de balonmano a once: 1952-53, 1955-56 y 1958-59

- Balonmano a 7
  - 1 Primera División: 1955-56, 1956-57 y 1957-58
  - 1 Copa del Generalísimo: 1957-58